# Bonningues-lès-Calais
 Bonningues-lès-Calais  es una comuna y población de Francia, en la región de Norte-Paso de Calais, departamento de Paso de Calais, en el distrito de Calais y cantón de Calais Calais-Nord-Ouest.
Su población  en el censo de 2009 era de 632 habitantes.
Está integrada en la Communauté de communes du Sud-Ouest du Calaisis.

## Demografía
| 282 | 290 | 341 | 394 | 411 | 570 |
| Para los censos de 1962 a 1999 la población legal corresponde a la población sin duplicidades (Fuente: INSEE [Consultar]) |     |     |     |     |     |